# Josep Sanou
Josep Sanou (Barcelona, 1962) és un compositor barceloní. El seu treball se centra principalment en sintonies i identificatius per a televisió, així com bandes sonores per a cinema, teatre i dansa. Va estudiar harmonia i piano a l'Aula de Música Moderna i Jazz de Barcelona. Del 1986 al 1996 va formar la banda Gringos en la que fusiona diversos estils.
Entre els seus treballs més destacats es troben algunes de les sintonies més recognoscibles de la televisió a Espanya, com les del Telediario de TVE, els informatius de RNE, la 2 Noticias, el Telenotícies de TV3, els informatius de La Sexta i Cuatro, o Las Noticias del Guiñol de Canal+. També són obra seva els jingles publicitaris d'anuncis de Freixenet o Baileys.
De la seva obra com a compositor de bandes sonores cal destacar el treball realitzat per a Bicicleta, cullera, poma (Carles Bosch, 2010), amb el que va guanyar el premi a la millor banda sonora al Festival de Cine Iberoamericà Ceara o Faust 5.0 (la Fura dels Baus, 2001).
El 2019 fou nominat al Gaudí a la millor música original per Petitet.

## Filmografia
- Faust 5.0 (2001)
- Núvols d'estiu (2004)
- Camps de maduixes (2005)
- Bicicleta, cullera, poma (2010)
- Automàtics (2008)
- Invasores (2010)
- 1 hora i mai més (2013)
- Petitet (2018)